# Caenota galeata
Caenota galeata är en nattsländeart som beskrevs av Arturs Neboiss 1984. Caenota galeata ingår i släktet Caenota och familjen Calocidae. Inga underarter finns listade i Catalogue of Life.